# Seattle Challenger 1989
Il Seattle Challenger 1989 è stato un torneo di tennis facente parte della categoria ATP Challenger Series nell'ambito dell'ATP Challenger Series 1989. Il torneo si è giocato a Seattle negli Stati Uniti dal 31 luglio al 6 agosto 1989 su campi in cemento.

## Vincitori

### Singolare
MaliVai Washington ha battuto in finale  Robbie Weiss con il punteggio di 6–4, 6–3

### Doppio
Patrick Galbraith /  Brian Garrow hanno battuto in finale  Ville Jansson /  Charles Merzbacher con il punteggio di 6–1, 6–3